# Edward Sels
Edward "Ward" Sels, född den 27 augusti 1941 i Vorselaar, är en belgisk före detta landsvägscyklist som var professionell från 1963 till 1972. Hans främsta meriter är vinsten i Flandern runt 1966 och sju etappsegrar i Tour de France. Därtill har han vunnit en etapp i Giro d'Italia och två i Vuelta a España, samt stått överst på prispallen vid Paris–Bryssel 1965 och vid Scheldeprijs 1968.
Även systern Rosa Sels var tävlingscyklist (belgisk mästarinna 1960 och dubbel silvermedaljör vid VM), liksom brodern Karel (fyra i Le Samyn 1975 som främsta merit).

## Meriter

### Amatör
1962
Vinnare av Ronde van Vlaanderen Amateurs

### Professionell
1964
 Belgisk mästare i linjelopp
Vinnare av etapperna 1, 11, 14 och 19 i Tour de France
2:a i poängtävlingen
Vinnare av etapp 1a i Vuelta a España
Vinnare av etapp 2 i Paris–Luxembourg
2:a i Criterium des As
2:a i Omloop van Oost-Vlaanderen
3:a i Bryssel–Meulebeke
4:a i Ronde van Vlaanderen
8:a totalt i Paris–Nice
Vinnare av etapperna 1 och 9
8:a i Milano–Sanremo
8:a i Omloop Het Volk
9:a i Ronde van Limburg
1965
Vinnare av Paris–Bryssel
Vinnare av etapp 7 i Tour de France
Vinnare av etapp 3 i Tour of Belgium
Vinnare av poängtävlingen
2:a i Ronde van Vlaanderen
2:a i Paris–Roubaix
2:a i GP Alghero
3:a i Super Prestige Pernod
3:a totalt i Paris–Luxembourg
Vinnare av etapp 4
3:a i Omloop van het Leiedal
5:a i Gent–Wevelgem
8:a totalt i Giro di Sardegna
Vinnare av etapp 2
1966
Vinnare av Ronde van Vlaanderen
Vinnare av Schaal Sels
Vinnare av etapperna 6 och 22a i Tour de France
3:a i Elfstedenronde
4:a i Milano–Torino
6:a i Rund um den Henninger Turm
9:a i Dwars door België
1967
Vinnare av Circuit des Frontières
Vinnare av Grand Prix du canton d'Argovie
Vinnare av etapp 5a i Dunkerques fyradagars
Vinnare av etapperna 1, 3, 4 och 7 i Vuelta a Andalucia
3:a i Omloop Het Volk
3:a i Gent–Wevelgem
5:a i Paris–Roubaix
5:a i Kampioenschap van Vlaanderen
5:a i Rund um den Henninger Turm
5:a i Harelbeke–Antwerpen–Harelbeke
6:a i Schaal Sels
6:a i Omloop van de Fruitstreek
6:a i Bryssel–Meulebeke
8:a i Scheldeprijs
10:a i Bordeaux–Paris
1968
Vinnare av Scheldeprijs
Vinnare av etapp 4 i Giro d'Italia
Vinnare av Schaal Sels
3:a i Omloop der Beide Vlaanderen
4:a i Paris–Roubaix
4:a i Milano–Sanremo
5:a i Rund um den Henninger Turm
5:a i Omloop Het Volk
8:a totalt i Dunkerques fyradagars
Vinnare av etapp 3a
8:a totalt i Vuelta a Mallorca
9:a i linjelopp vid Belgiska mästerskapen
1969
Vinnare av etapp 6 i Vuelta a España
1970
3:a i Omloop van de Fruitstreek
7:a i Omloop van het Leiedal